# Пон-Трамбуз
Пон-Трамбу́з (фр. Pont-Trambouze) — колишній муніципалітет у Франції, у регіоні Овернь-Рона-Альпи, департамент Рона. Населення — 512 осіб (2011).
Муніципалітет був розташований на відстані близько 350 км на південний схід від Парижа, 55 км на північний захід від Ліона.

## Історія
До 2015 року муніципалітет перебував у складі регіону Рона-Альпи. Від 1 січня 2016 року належав до нового об'єднаного регіону Овернь-Рона-Альпи.
1 січня 2016 року Пон-Трамбуз, Кур-Ла-Віль i Тель було об'єднано в новий муніципалітет Кур.

## Демографія
Динаміка населення (INSEE ):
Розподіл населення за віком та статтю (2006):
| Стать | Всього | До 15 років | 15-24 | 25-44 | 45-64 | 65-85 | Понад 85 |
| --- | ------ | ----------- | ----- | ----- | ----- | ----- | -------- |
| Чоловіки | 211    | 36          | 22    | 55    | 59    | 39    | 0        |
| Жінки | 265    | 48          | 33    | 40    | 81    | 55    | 8        |
| \| Статево-вікова піраміда \| Статево-вікова піраміда \| Статево-вікова піраміда \| \| ----------------------- \| ----------------------- \| ----------------------- \| \| Чоловіки \| Вік \| Жінки \| \| 0 \| 85 + \| 8 \| \| 7 \| 80-84 \| 11 \| \| 7 \| 75-79 \| 11 \| \| 7 \| 70-74 \| 18 \| \| 18 \| 65-69 \| 15 \| \| 15 \| 60-64 \| 18 \| \| 11 \| 55-59 \| 26 \| \| 18 \| 50-54 \| 7 \| \| 15 \| 45-49 \| 30 \| \| 11 \| 40-44 \| 15 \| \| 15 \| 35-39 \| 11 \| \| 11 \| 30-34 \| 7 \| \| 18 \| 25-29 \| 7 \| \| 18 \| 20-24 \| 11 \| \| 4 \| 15-20 \| 22 \| \| 7 \| 10-14 \| 30 \| \| 22 \| 5-9 \| 7 \| \| 7 \| 0-4 \| 11 \| |        |             |       |       |       |       |          |
| Статево-вікова піраміда |        |             |       |       |       |       |          |
| Чоловіки | Вік    | Жінки       |       |       |       |       |          |
| 0 | 85 +   | 8           |       |       |       |       |          |
| 7 | 80-84  | 11          |       |       |       |       |          |
| 7 | 75-79  | 11          |       |       |       |       |          |
| 7 | 70-74  | 18          |       |       |       |       |          |
| 18 | 65-69  | 15          |       |       |       |       |          |
| 15 | 60-64  | 18          |       |       |       |       |          |
| 11 | 55-59  | 26          |       |       |       |       |          |
| 18 | 50-54  | 7           |       |       |       |       |          |
| 15 | 45-49  | 30          |       |       |       |       |          |
| 11 | 40-44  | 15          |       |       |       |       |          |
| 15 | 35-39  | 11          |       |       |       |       |          |
| 11 | 30-34  | 7           |       |       |       |       |          |
| 18 | 25-29  | 7           |       |       |       |       |          |
| 18 | 20-24  | 11          |       |       |       |       |          |
| 4 | 15-20  | 22          |       |       |       |       |          |
| 7 | 10-14  | 30          |       |       |       |       |          |
| 22 | 5-9    | 7           |       |       |       |       |          |
| 7 | 0-4    | 11          |       |       |       |       |          |

## Економіка
2010 року серед 320 осіб працездатного віку (15—64 років) 225 були активними, 95 — неактивними (показник активності 70,3%, у 1999 році було 70,7%). З 225 активних мешканців працювала 201 особа (119 чоловіків та 82 жінки), безробітними було 24 (8 чоловіків та 16 жінок). Серед 95 неактивних 20 осіб було учнями чи студентами, 45 — пенсіонерами, 30 були неактивними з інших причин.

У 2010 році в муніципалітеті числилось 224 оподатковані домогосподарства, у яких проживали 499,5 особи, медіана доходів виносила 16 750 євро на одного особоспоживача